# Memòria en pila (estructura de dades)

Representació simple d'una pila (amb les opcions apilar/desempilar de la biblioteca STL

La memòria en pila en informàtica és una estructura de dades seqüencial (que conté elements ordenats) amb aquestes restriccions d'accés:
- només es pot afegir elements al cim de la pila
- només es pot treure elements del cim de la pila

Per analogia amb objectes quotidians, una operació apilar equivaldria a posar un plat sobre una pila de plats, i una operació desempilar a retirar-lo.

## Les operacions habituals sobre una pila són

### Les habituals dels contenidors
(vegeu l'article contenidor):
- Una operació per comprovar quan una pila està buida.
- Una operació per obtenir el nombre d'elements que conté la pila

### Les específiques d'una pila
- Un constructor que crea una pila buida
- Una operació per afegir un nou element al cim de la pila
- Una operació per obtenir l'element del cim de la pila
- Una operació per treure l'element del cim de la pila

## Implementació

### Pila dinàmica d'enters feta amb C++
Executant el següent codi podem veure un menú amb les opcions:
Problema 1: Apilar enters amb un menú:
- Empilar un enter
- Veure el cim de la pila
- Desempilar un enter
- Veure si la pila es buida

Problema 2: monitoratge de la memòria:
- Bucle que va empilant nombres aleatoris, i va dient quants n'ha empilat. Executar el programa, i monitorar la memòria, de forma que es pugui veure que el programa va agafant memòria
- Sortir del programa

```
/*

 * Program name: Pila dinàmica d'enters (Problema 1 i 2)

 * File name: nvidal_pila_dinamica.cpp

 * Description: Pila dinàmica d'enters utilitzant classes.

 * Les piles serveixen per exemple: Quan un programa s'està executant

 * necessita anar guardant les variables locals per no perdre-les (quan canvia de context),

 * per tant ha de fer servir una pila dinàmica perquè pot anar creixent il·limitadament.

 * Pila dinàmica d'enters (Problema 1 i 2) de Narcís Vidal i Tulsà està subjecta a una llicència de

 * Reconeixement-CompartirIgual 3.0 No adaptada de Creative Commons.

 * Els permisos addicionals als d'aquesta llicència es poden trobar a nvidal(arroba(@))tulsa.eu.

 */

#include
 
<cstdio>
//printf

#include
 
<iostream>
//minim c++

using
 
namespace
 
std
;

class
 
Node
{

private
:

 
int
 
valor
;
 
//dades

 
Node
 
*
seguent
;
 
//punter

public
:

 
void
 
SetValor
(
int
 
v
){
valor
=
v
;}
 
//Modificador del valor

 
void
 
SetSeguent
(
Node
 
*
seg
){
seguent
=
seg
;}
 
//Modificador del punter

 
Node
(){
valor
=
0
,
seguent
=
NULL
;}
 
//constructor sempre es diu igual que la classe

 
friend
 
class
 
Pila
;
 
//Classe amiga que pot accedir a les propietats privades

};

typedef
 
Node
 
*
pnode
;
 
//Definim una nou tipus de dades del tipus: punter a Node

class
 
Pila
{

private
:

 
pnode
 
ultim
;

public
:

 
Pila
();
 
//Constructor

 
void
 
Empilar
(
int
 
v
);
 
//Posa un element a la pila

 
int
 
Cim
();
 
//Et retorna l'últim element de la pila

 
void
 
Desempilar
();
 
//Treu un element de la pila

 
bool
 
Buida
();
 
//Retorna si la pila es plena o buida

 
~
Pila
();
 
//Destructor

};

int
 
Pila::Cim
(){

 
return
 
ultim
->
valor
;
 
//Retorna el últim valor

}

Pila
::
Pila
(){

 
ultim
=
NULL
;
 
//el constructor l'únic que ha de fer és posar el primer apuntant a NULL

}

void
 
Pila
::
Empilar
(
int
 
v
){

 
pnode
 
aux
;

 
aux
=
new
 
Node
();
 
//així creem el punter a un tipus Node

 
aux
->
SetValor
(
v
);
 
//posem el valor que ens han passat

 
aux
->
SetSeguent
(
ultim
);
 
//deixara d'apuntar a NULL per apuntar a l'últim de la pila

 
ultim
=
aux
;
 
//li diem a la variable ultim el nou punter que hem inserit

}

void
 
Pila
::
Desempilar
(){

 
pnode
 
aux
;
 
//les variables estatiques quan s'ecava d'executar la funcio és destrueixen i alliberen l'espai de memòria automàticament

 
if
(
!
Buida
()){
 
//si Buida es fals executa sino no fa res perquè no peti si estigues buida

 
aux
=
ultim
;

 
ultim
=
aux
->
seguent
;

 
delete
 
aux
;
 
//alliberem la memòria del node que havíem creat abans

 
cout
 
<<
 
"
\n
Desempilat correctament
\n
"
 
<<
 
endl
;

 
}

 
else
{
 
cout
 
<<
 
"La pila es buida "
 
<<
 
endl
;
 
}

}

bool
 
Pila
::
Buida
(){

 
if
(
ultim
==
NULL
)
 
{
return
 
true
;}

 
else
 
{
return
 
false
;}

}

Pila
::~
Pila
(){
 
//el destructor amb memòria dinamica s'ha de fer per alliberar la memòria quan ja no ho necessitem

 
while
 
(
!
Buida
()){

 
Desempilar
();

 
}

}

void
 
menu
(){

 
cout
 
<<
 
"
\n\n\n\n
Problema 1: Apilar enters amb un menú"
;

 
cout
 
<<
 
"
\n\n\t
Escull una de les opcions:
\n\t
1. Empilar un enter.
\n\t
2. Veure el cim de la pila"
;

 
cout
 
<<
 
"
\n\t
3. Desempilar un enter.
\n\t
4. Veure si la pila es buida.
\n
"
;

 
cout
 
<<
 
"
\n\n
Problema 2: monitoratge de la memòria;"
;

 
cout
 
<<
 
"
\n\n\t
5. Bucle que va empilant nombres aleatoris, i va dient
\n\t
quants n'ha empilat. Executar el programa, i monitorar la
\n\t
memòria, de forma que es pugui veure que el programa va agafant memòria."
;

 
cout
 
<<
 
"
\n\n\t
6. Sortir del programa.
\n
"
;

}

void
 
llegeix_opcio
(
int
 
*
opcio
){

 
scanf
(
"%d"
,
opcio
);

}

int
 
sortida
(){

 
printf
(
"
\n
Per sortir prem alguna tecla
\n
"
);

 
//system("PAUSE"); si fos en windows

 
return
 
(
0
);

}

int
 
main
(){

 
int
 
opcio
,
 
numero
,
 
cont
=
0
;

 
Pila
 
x
;

 
do
{

 
menu
();

 
llegeix_opcio
(
&
opcio
);

 
switch
 
(
opcio
){

 
case
 
1
:
 
cout
 
<<
 
"
\n
Quin numero vols empilar
\n
"
;

 
cin
 
>>
 
numero
;

 
x
.
Empilar
(
numero
);

 
cout
 
<<
 
"
\n
Empilat correctament
\n
"
;

 
break
;

 
case
 
2
:
 
if
(
!
x
.
Buida
()){
numero
 
=
 
x
.
Cim
();

 
cout
 
<<
 
"
\n
El cim de la pila conte el numero
\n
"
 
<<
 
x
.
Cim
()
 
<<
 
endl
;}

 
else
 
cout
 
<<
 
"
\n
 No pots veure el cim la pila es buida"
 
<<
 
endl
;

 
break
;

 
case
 
3
:
 
x
.
Desempilar
();

 
break
;

 
case
 
4
:
 
if
(
x
.
Buida
())
 
cout
 
<<
 
"
\n
La pila es buida
\n
"
;

 
else
 
cout
 
<<
 
"
\n
La pila es plena
\n
"
;

 
break
;

 
case
 
5
:
//Per mirar com puja la memoria ocupada pel nostre programa col·lapsara l'ordinador

 
while
 
(
cont
<
300000
){

 
x
.
Empilar
(
20
);

 
cont
++
;

 
cout
 
<<
 
"
\n
 empilant vegada "
 
<<
 
cont
;

 
}

 
//Per fer baixar la memoria

 
while
 
(
cont
>
1
){

 
x
.
Desempilar
();

 
cont
--
;

 
cout
 
<<
 
"
\n
 desempilant vegada "
 
<<
 
cont
;

 
}

 
break
;

 
case
 
6
:
 
sortida
();

 
break
;

 
default
:
 
printf
(
"
\n
Opcio equivocada
\n
"
);

 
}

 
}
while
 
(
opcio
!=
6
);

}

```